# Ingermanländska dragonregementet
Ingermanländska dragonregementet , var ett regemente i den svenska kungliga armén som sattes upp genom värvning av O. Wellingk år 1700 med 380 man. Det utökades först till 560 man år 1708 och vidare till 1,000 man. De deltog i Lybeckers företag till Ingermanland år 1708 och en del hamnade i fångenskap vid Viborg. Återstoden ingick i armén i Finland såsom Brakels dragonregemente. 1715 följde regementet den finska armén till Sverige. 1719 slogs regementet samma med Finska lantdragonregementet, en mängd av underofficerarna insattes i Nylands och Tavastehus dragonregemente.

## Förbandschefer
- 1700-1706: Otto Vellingk
- 1706-1709: Göran Hastfehr
- 1710-1713: Otto Henrik Brakel
- 1713–1716 Anders Boije
- 1716–1719 Joachim Georg von Ganschou